# Liste der Landschaftsschutzgebiete in Mülheim an der Ruhr
Die Liste der Landschaftsschutzgebiete in Mülheim an der Ruhr enthält die Landschaftsschutzgebiete der kreisfreien Stadt Mülheim an der Ruhr in Nordrhein-Westfalen.

## Liste
| Bild                                                 | Nummer        | Bezeichnung des Gebietes                                                             | Fläche in Hektar | WDPA-ID   | Koordinaten | Datum der Verordnung |
| ---------------------------------------------------- | ------------- | ------------------------------------------------------------------------------------ | ---------------- | --------- | ----------- | -------------------- |
| LSG Speldorf–Styrumer Ruhraue                        | LSG-4506-0023 | LSG Speldorf–Styrumer Ruhraue                                                        | 218,0364         | 555554319 | Position    | 1982                 |
|                                                      | LSG-4506-0024 | LSG Wald zwischen Wolfsburg und Uhlenhorstweg                                        | 104,1478         | 555554320 | Position    | 1982                 |
| LSG Nachtigallental und Scheuerbachtal               | LSG-4506-0046 | LSG Nachtigallental und Scheuerbachtal                                               | 20,2522          | 555554321 | Position    | 2005                 |
|                                                      | LSG-4506-0048 | LSG Broich-Speldorfer Wald und Lintorfer Mark                                        | 901,4753         | 555554322 | Position    | 1982                 |
|                                                      | LSG-4506-0049 | LSG Deponieerweiterungsfläche Kolkerhofweg <temporär>                                | 21,1967          | 555554323 | Position    | 2005                 |
| LSG Hauptfriedhof                                    | LSG-4507-0006 | LSG Hauptfriedhof Anmerkung: dieses LSG umfasst große Teile des Hauptfriedhofs       | 45,4986          | 555554330 | Position    | 1982                 |
|                                                      | LSG-4507-0007 | LSG Bühlsbachtal und Schengerholzbach                                                | 56,5927          | 555554331 | Position    | 1982                 |
| LSG Witthausbusch                                    | LSG-4507-0008 | LSG Witthausbusch                                                                    | 53,6216          | 555554332 | Position    | 1982                 |
| LSG Oppspring und Rumbachtal                         | LSG-4507-0009 | LSG Oppspring und Rumbachtal                                                         | 295,5605         | 555554333 | Position    | 1982                 |
|                                                      | LSG-4507-0045 | LSG Friedhof am Herderweg                                                            | 22,0345          | 555554334 | Position    | 2005                 |
|                                                      | LSG-4507-0046 | LSG Hexbachtal und Winkhauser Bachtäler                                              | 207,5629         | 555554335 | Position    | 2005                 |
|                                                      | LSG-4507-0047 | LSG Mühlenbach–Frohnhauser Weg                                                       | 15,531           | 555554336 | Position    | 2005                 |
|                                                      | LSG-4507-0048 | LSG Horbachtal                                                                       | 17,6033          | 555554337 | Position    | 2005                 |
| LSG Friedhof am Heubach (Friedhof Broich)            | LSG-4507-0049 | LSG Friedhof am Heubach                                                              | 9,7149           | 555554338 | Position    | 2005                 |
|                                                      | LSG-4507-0050 | LSG Ruhraue zwischen Menden und Konrad-Adenauer-Brücke                               | 54,5171          | 555554339 | Position    | 2005                 |
| LSG Park und Alter Friedhof an der Straße Lohscheidt | LSG-4507-0051 | LSG Park und Alter Friedhof an der Straße Lohscheidt                                 | 10,5121          | 555554340 | Position    | 2005                 |
| LSG Hauptfriedhof                                    | LSG-4507-0052 | LSG Hauptfriedhof Anmerkung: dieses LSG umfasst Flächen außerhalb des Hauptfriedhofs | 506,6561         | 555554341 | Position    | 1982                 |
| LSG Naherholungsgebiet Entenfang                     | LSG-4606-0027 | LSG Naherholungsgebiet Entenfang                                                     | 34,112           | 555554639 | Position    | 2005                 |
|                                                      | LSG-4606-0028 | LSG Golfplatz am Haubach                                                             | 109,8984         | 555554640 | Position    | 2005                 |
| LSG Saarn-Selbecker Hochflächen                      | LSG-4607-0015 | LSG Saarn–Selbecker Hochflächen                                                      | 372,285          | 555554659 | Position    | 1982                 |
| LSG Ruhraue zwischen Menden und Mintard              | LSG-4607-0016 | LSG Ruhraue zwischen Menden und Mintard                                              | 345,6395         | 555554660 | Position    | 1982                 |